# 雷酸钾
雷酸钾是具有雷酸根离子的钾盐。除了用于化学示范，它唯一的用途，是装填一些早期步枪的雷管。通常用钾汞齐与雷酸汞反应制备。与汞和碳之间较弱的共价键不同，钾和碳之间离子键使它较不敏感。